# Welcome, Mr. Washington
Welcome, Mr. Washington é um filme de drama produzido no Reino Unido e lançado em 1944.